# Bienica
Bienica (biał. Беніца; ros. Беница) – wieś na Białorusi, w rejonie mołodeckim obwodu mińskiego, około 19 km na zachód od Mołodeczna, nad rzeczką Bieniczanką (dawniej zwaną Kopanicą).
Siedziba parafii prawosławnej (pw. Opieki Matki Bożej) i rzymskokatolickiej (pw. Świętej Trójcy i św. Andrzeja Boboli).

## Historia
Pierwsze znane wzmianki o wsi pochodzą z 1505 roku. Według Słownika geograficznego Królestwa Polskiego było tu wtedy kilka folwarków, należały do Tatarów, obok których siedzieli: Wołłowicze (1509), Okuszkowie (1520), Komarowie, Ostrouchowie i wielu innych. Na początku XVI wieku Andrzej Ostrouch (żonaty z Halszką Komarówną) założył swą rezydencję w miejscu, gdzie później wyrosło miasteczko Bienica. W ciągu XVI wieku Bienica wielokrotnie zmieniała właścicieli: w 1554 roku miejscowość należała jeszcze do rodziny Ostrouchów, ale już w 1576 roku należała do Wołłowiczów, w 1582 roku Stefan Lwowicz Roski sprzedał te dobra Michałowi i Rajnie z Poniatowskich Mackiewiczom Komarom (wtedy również wzniesiono pierwszą cerkiew we wsi). W 1634 roku część majątku tego należała do Jarosza (Hieronima) Kociełła. Kolejnym właścicielem Bienicy był jego syn Samuel Hieronim Kociełł (~1610–1685), który 28 maja 1653 otrzymał całę miasteczko. Poprzedni właścicieli oddali dobrowolnie Bienicę całą w ręce Samuela Hieronima Kociełła. "My — piszą w prawie wieczystem i przekaznem, datowanem 28 maja 1653 r. — miasto dojścia tych dóbr i pozyskania jakiego pożytku od sądu, z wynalazku Jchm. panów przyjaciół naszych, którzy nas w tern jako prawa nieumiejętnych przestrzegli, nie przypuszczając tej sprawy przed rozsądek prawny, do tej majętności Bienicy żadnego sobie prawa wynajdować i zadawać nie mamy". Samuel Hieronim Kociełł w zamian obowiązał się spłacić długi i z pod zastawy co było do wykupienia, wykupić. Ostatni Ostrouch, który się był przy ziemi utrzymał, Józef, przedał w 1662 r. Samuelowi Hieronimowi Kociełłowi dwa nieduże folwarki swoje, w pobliżu Turca leżące, nazwane Bienica Bogdanowska i Gaje. Po Samuelu dziedziczył jego jedyny syn Michał Kazimierz Kociełł (1644–1722), urodzony w Mołodecznie. Michał wybudował w Bienicy rezydencję oraz wzniósł tu w latach 1701–1704 murowany kościół pw. św. Trójcy, do którego sprowadził bernardynów (później gospodarowali tu karmelici). Zapisał on Bienicę w testamencie wnuczce swej siostry Konstancji, Barbarze Chomińskiej (~1690–1775) i jej mężowi Kazimierzowi Kociełłowi. Kazimierz z kolei zapisał majątek swemu synowi Tadeuszowi (1736–1799), który w Bienicy zbudował w latach 1779–1781 obszerny dwór modrzewiowy według projektu Carlo Spampaniego. Tadeusz jeszcze za życia wydzielił z majątku i przekazał Bienicę młodszemu ze swych synów, Michałowi Kazimierzowi (1767–1813), po którego wczesnej śmierci majątek odziedziczyła jego siostra Barbara (~1770–1826), wtedy żona Andrzeja Abramowicza. Dwie córki Andrzeja: Marcjanna i Marianna wyszły za mąż (Marianna po śmierci Marcjanny) za Kazimierza Szwykowskiego, wnosząc mu kolejne części okrojonego już majątku w posagach. Bienica pozostawała własnością rodziny Szwykowskich herbu Ogończyk do 1939 roku, do 1933 roku właścicielem Bienicy był Jan Szwykowski (1868–1933), prawnuk Marcjanny i Kazimierza.
W wyniku reformy administracyjnej w latach 1565–1566 Bienica weszła w skład powiatu oszmiańskiego województwa wileńskiego Rzeczypospolitej. Po III rozbiorze Polski w 1795 roku miejscowość znalazła się na terenie powiatu oszmiańskiego (ujezdu) guberni wileńskiej, stając się siedzibą włości. Po ustabilizowaniu się granicy polsko-radzieckiej w 1921 roku wróciła do Polski, była siedzibą gminy Bienica w powiecie oszmiańskim województwa wileńskiego. W 1926 roku gmina ta znalazła się w powiecie mołodeckim w tymże województwie, od 1945 roku – w ZSRR, od 1991 roku – na terenie Republiki Białorusi.
Około 1880 roku Bienica liczyła 172 mieszkańców. W 1931 w 37 domach zamieszkiwało 252 osób. W 1990 mieszkało tu 279 osób, a w 2009 roku – 138.
We wsi działa szkoła podstawowa, przychodnia zdrowia, biblioteka i poczta.

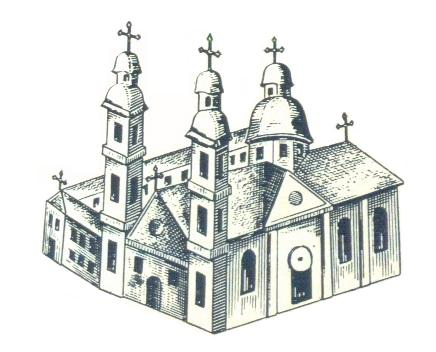
XVIII-wieczna rycina kościoła św. Trójcy i klasztoru bernardynów

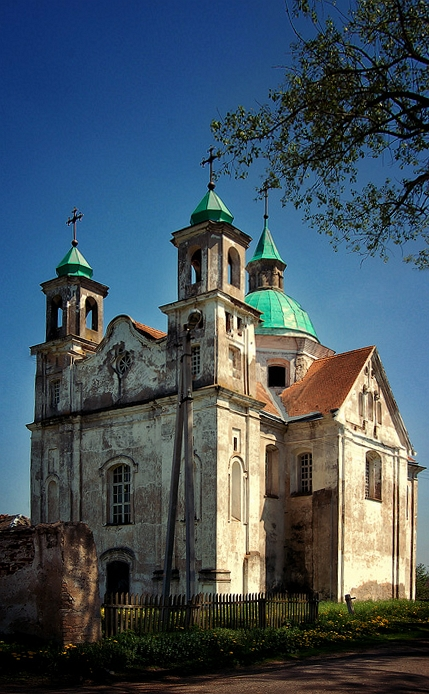
Kościół św. Trójcy (2007)

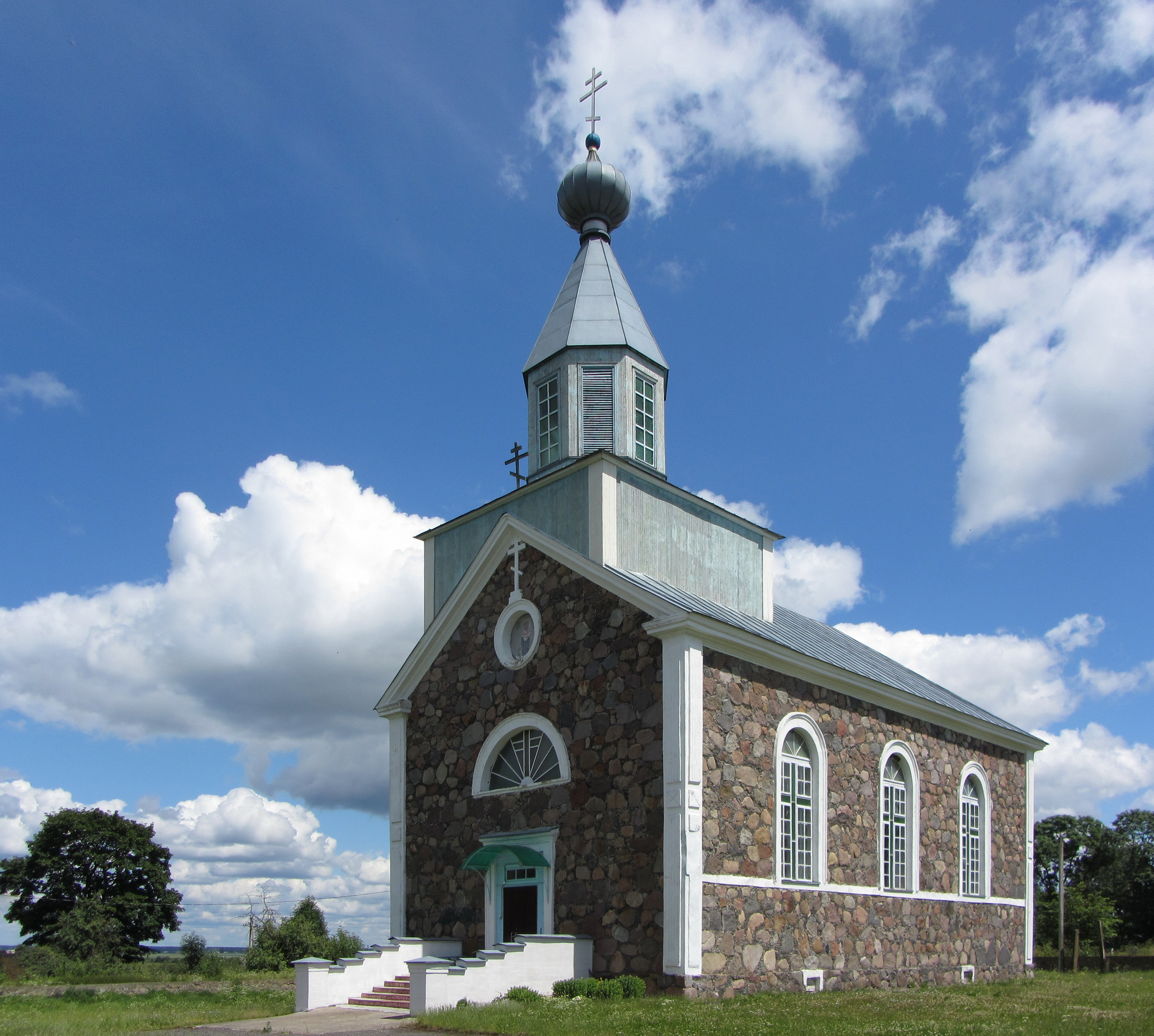
Cerkiew Opieki Matki Bożej (2014)

## Zabytki

### Kościół św. Trójcy
Wzniesiony przez Michała Kociełła kościół został po powstaniu styczniowym, w 1866 roku przekształcony na cerkiew prawosławną, w 1918 roku (w czasie niemieckiej okupacji) przywrócony Kościołowi katolickiemu. W dwudziestoleciu międzywojennym był remontowany, przetrwał II wojnę światową, został zamknięty w 1948 roku i zamieniony na magazyn (podobnie jak cerkiew), następnie zdewastowany, w 1988 roku przywrócono jego funkcję sakralną. W latach 90. rozpoczęto remont, jednak go nie ukończono.
Jest to świątynia dwuwieżowa, wzniesiona na planie krzyża, z trójbocznie zamkniętym prezbiterium i krótkimi ramionami transeptu. Nad skrzyżowaniem naw znajduje się kopuła osadzona na ośmiobocznej podstawie, zwieńczona ośmioboczną latarnią z namiotowym daszkiem. Fasadę zdobią trzykondygnacyjne czworoboczne wieże, których górne kondygnacje łączy szczyt o falistej linii.
We wnętrzu zachowały się częściowo zniszczone nagrobki Kociełłów: Tadeusza (1736–1799) i jego syna Michała Kazimierza (1767–1813). W podziemiach kościoła znajdują się krypty grobowe, w których chowano Kociełłów i Szwykowskich. Według tradycji fundator kościoła – Michał Kazimierz Kociełł pochowany był nie w krypcie, ale pod progiem świątyni.
Zachowała się część kamiennego ogrodzenia kościoła z czterosłupową barokową bramą zwieńczoną frontonami o falistych liniach.
Wzniesiony wraz z kościołem klasztor bernardynów skasowano w 1851 roku, a jego zabudowania rozebrano w końcu XIX wieku.
Kościół jest pomnikiem barokowej architektury.

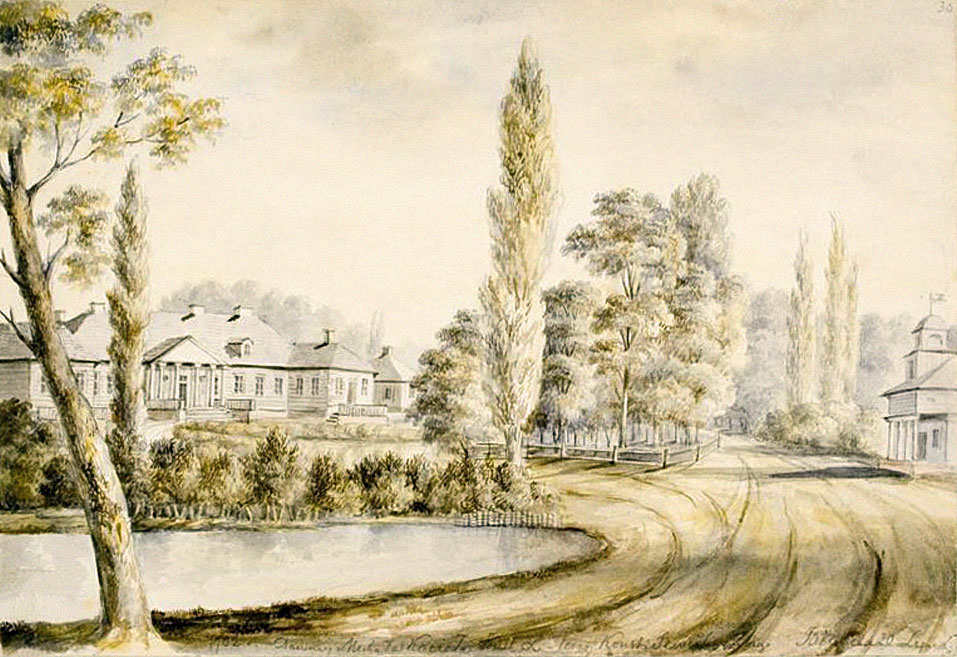
Dwór Kociełłów na rysunku Napoleona Ordy z 1875 roku

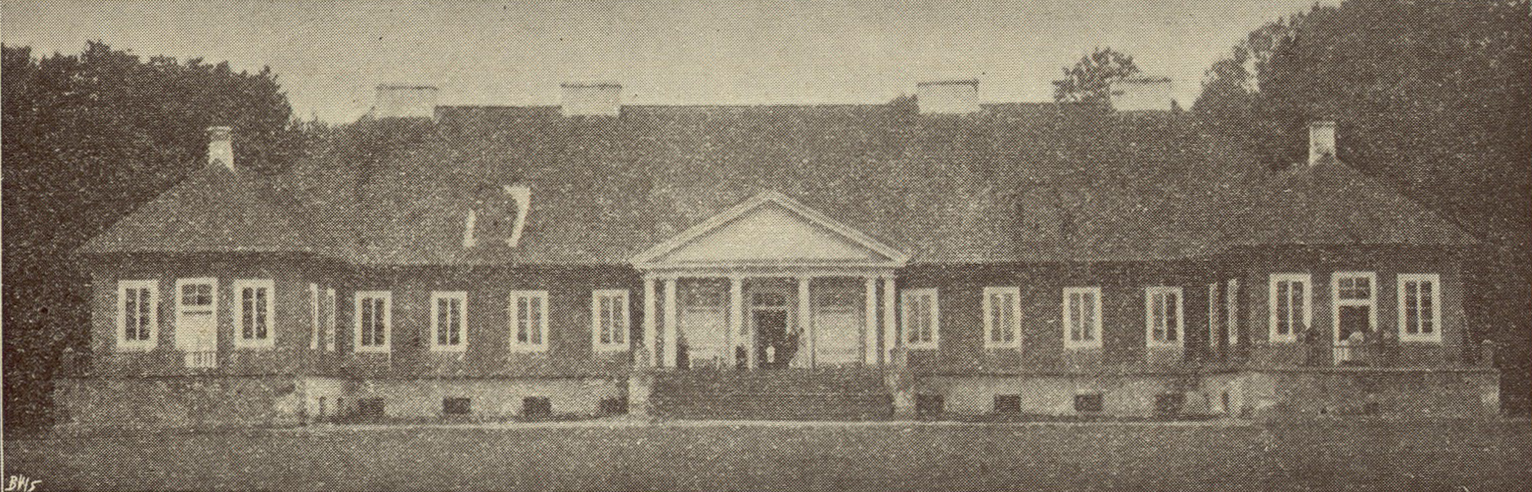
Dwór w 1907 roku

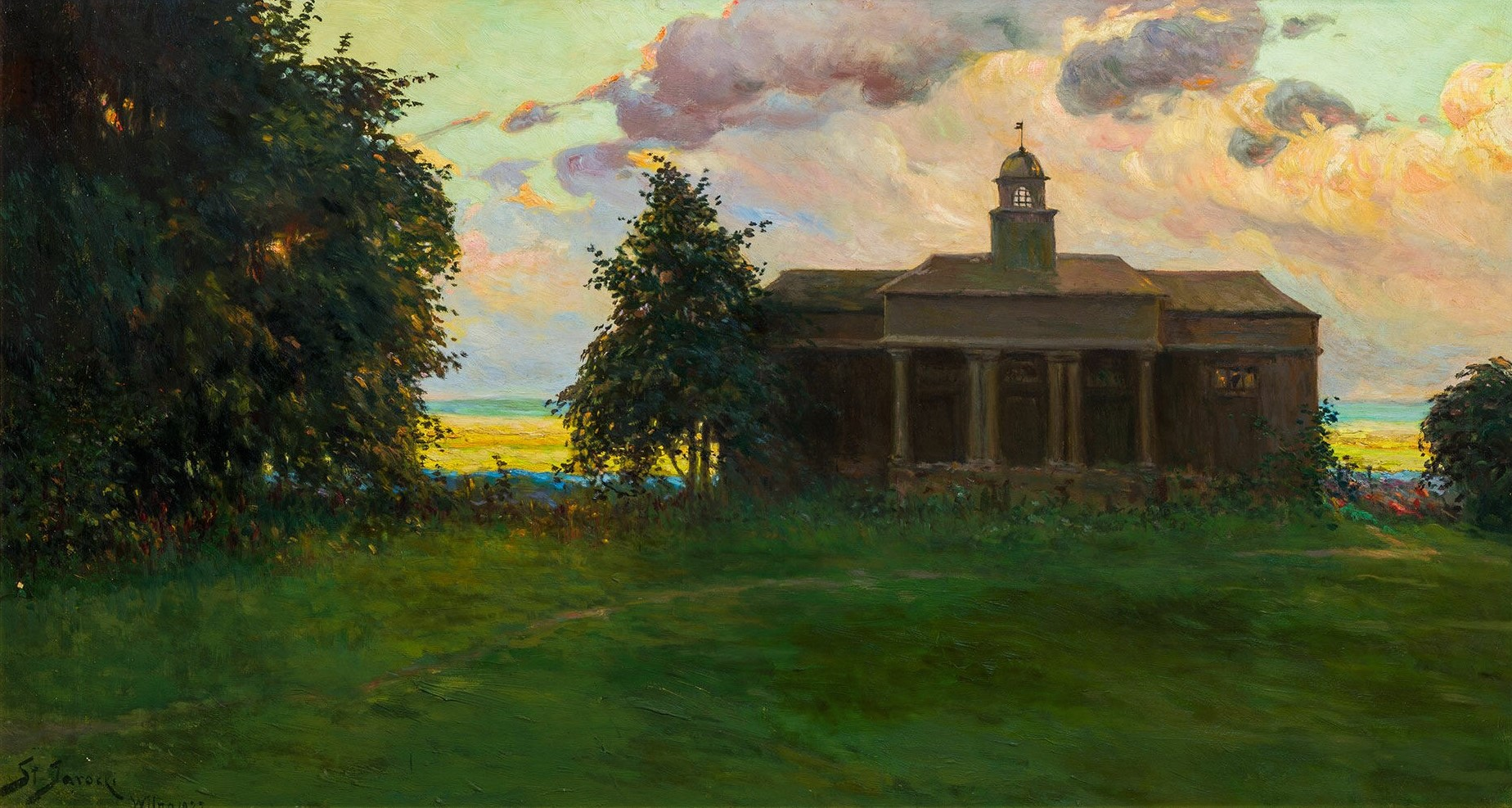
Świren w Bienicy, obraz Stanisława Jarockiego z 1927 roku

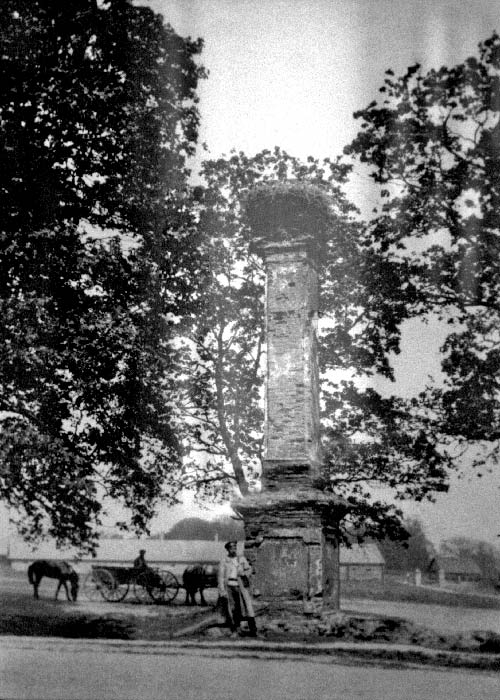
Kolumna upamiętniająca uchwalenie Konstytucji 3 maja (1916)

### Cerkiew pw. Opieki Matki Bożej
Konstanty Kociełł (1828–1897, syn Kazimierza i Marcjanny) wzniósł tu w 1886 roku nową cerkiew pod wezwaniem Opieki Matki Bożej. Jest to kamienny budynek na planie czworokąta z dwuspadowym dachem i na nim dzwonnicą na ośmiokątnej wieży zwieńczonej cebulą. Cerkiew jest pomnikiem architektury stylu pseudorosyjskiego.

### Nieistniejący dwór Kociełłów
Wzniesiony przez Tadeusza Kociełła dwór przetrwał w prawie niezmienionym stanie do 1939 roku, później został rozgrabiony, a w 1987 roku ostatecznie rozebrano go do fundamentów.
Dwór był zbudowany na wysokich piwnicach, na planie litery „H”: składał się z jedenastoosiowej części centralnej i dwóch poprzecznych skrzydeł bocznych, które od frontu były wysunięte do przodu, a od ogrodu były zaznaczone jedynie ryzalitami. Przed środkowymi trzema osiami części głównej stał płytki portyk o sześciu doryckich kolumnach wspierających trójkątny szczyt, którego pole wypełniał girlandowy wieniec z herbem. Do portyku i trzech usytuowanych za nim par drzwi prowadził dwustopniowy taras ze stopniami na całej szerokości. Dwa otwarte ganki otoczone masywnymi murkami prowadziły do drzwi również w szczytach skrzydeł bocznych.
Elewacja ogrodowa również miała portyk, jednak jego szczyt wspierały cztery filary o przekroju kwadratu, przed portykiem był szeroki taras, podobny do frontowego. Cały budynek był przykryty gładkim, czterospadowym dachem gontowym z lukarnami.
We wnętrzu było około 20 różnej wielkości i przeznaczenia pomieszczeń. Jego układ był dwutraktowy, amfiladowy.
Według przekazów spędził tu noc 5 grudnia 1812 roku Napoleon Bonaparte.
Równocześnie z dworem wybudowano tu szereg zabudowań gospodarczych, parę z nich przetrwało do czasów dzisiejszych.
Dwór otaczał wielki park krajobrazowy, w obrębie którego było 7 stawów. W czasie I wojny światowej jego znaczną część wycięto.
Majątek Bienica został opisany w 4. tomie Dziejów rezydencji na dawnych kresach Rzeczypospolitej Romana Aftanazego.

### Nieistniejąca kolumna upamiętniająca Konstytucję 3 maja
Do 1939 roku stała we wsi kolumna upamiętniająca uchwalenie Konstytucji 3 maja, możliwe że wzniesiona jeszcze w XVIII wieku.